# Onde 2000 Ducati
Het Onde 2000 was een team dat in 2009 uitkwam in de MotoGP. Het team maakte gebruik van Ducati motoren. Het team heeft geen enkele GP gewonnen in de koningsklasse. Coureur was de veteraan Sete Gibernau.